# راين وايت
راين وايت (بالإنجليزية: Ryan White)‏ (ولد في 6 ديسمبر 1971م - و توفي في 8 أبريل 1990م).) هو مراهق أمريكي اشتهر بسبب وضع صورته كملصق من أجل حملة المصابين بالأيدز في الولايات المتحدة بعدما طُرد من مدرسته المتوسطة بسبب إصابته بمتلازمة العوز المناعي المكتسب. بسبب إصابة راين وايت بالناعور تعرض لعملية نقل دم ملوث بفيروس نقص المناعة المكتسب، مما تسبب بعد ذلك في انتشاره في جسمه وبعدما، تم تشخيصه بهذا المرض في 4 ديسمبر من عام 1984م قيل له أنه لديه ستة أشهر فقط ليعيش فيها. وهو أيضاً صديق المغني الراحل مايكل جاكسون

## روابط خارجية
- راين وايت على موقع IMDb (الإنجليزية)
- راين وايت على موقع الموسوعة البريطانية (الإنجليزية)
- راين وايت على موقع إن إن دي بي (الإنجليزية)
- راين وايت على موقع قاعدة بيانات الفيلم (الإنجليزية)